# SUNDAY MARK'E 765
『SUNDAY MARK'E 765』（サンデー・マーキー・765）は、2016年4月3日から2023年3月26日までFM COCOLOで放送されていたラジオ番組。

## 放送時間
- 日曜日 13:00 - 16:00 （2016年4月 - 2018年3月）
- 日曜日 11:00 - 14:00 （2018年4月 - 2023年3月 ）

## パーソナリティ
- マーキー（2016年4月 - ）

## 主なコーナー
- 13:00 - 80's こじつけリクエスト